# Уайнрей, Уилсон
Сэр Уилсон Джеймс Уайнрей KNZM OBE (англ. Wilson James Whineray; 10 июля 1935, Окленд — 22 октября 2012, там же) — новозеландский регбист и предприниматель, в 1958—1964 годах капитан национальной сборной Новой Зеландии по регби, известной как «Олл Блэкс». Долгое время был рекордсменом по времени пребывания на должности капитана, пока в 2014 году его рекорд не побил Ричи Маккоу. По мнению писателя Терри Маклина, Уайнрей является величайшим капитаном в истории «Олл Блэкс».

## Игровая карьера

### Клубная
Уилсон Уайнрей провёл свою молодость в сельской местности и много путешествовал. Всего ему довелось сыграть за шесть команд высшего уровня в Новой Зеландии: «Уаирарапа», «Мид-Кентербери», «Манавату», «Кентербери», «Уаикато» и команду его родного города «Окленд»; за последнюю он провёл 61 матч в период с 1959 по 1966 годы. Участник нескольких матчей Северного и Южного островов (играл за команды как Северного, так и Южного островов), выступал за команду новозеландских университетов.

### В сборной
Уайнрей дебютировал за сборную Новой Зеландии в 1957 году, а в 1958 году перед серией матчей против Австралии в возрасте 23 лет стал капитаном команды. С 1957 по 1965 годы он сыграл 77 матчей за «Олл Блэкс», выведя в 67 из них сборную как капитан — из всех игр 32 матча получили статус-тест матчей, причём в 30 тест-матчах он выводил команду именно как капитан. Он выступал преимущественно на позиции столба — нападающего. В канун Нового 1962 года за заслуги перед спортом Уайнрей был награждён орденом Британской империи в звании офицера, а в 1965 году был признан Спортсменом года в Новой Зеландии.

## После регби
После завершения игровой карьеры Уайнрей окончил школу бизнеса Гарвардского университета, получив степень магистра делового администрирования; за время обучения играл в регби в составе команды школы. В 1969 году он вернулся в Новую Зеландию и устроился работать в компанию Alex Harvey Industries, которая позже была преобразована в предприятие Carter Holt Harvey. Он прошёл всю карьерную лестницу, став сначала заместителем управляющего директора, а затем председателем совета директоров Carter Holt Harvey (покинул должность в 2003 году). В 1973—1974 годах — управляющий директор NZ Wool Marketing Corporation, председатель Национального банка Новой Зеландии, директор аэропорта Окленд и медиакомпании APN News & Media.
В 1993—1998 годах Уайнрей занимал пост председателя комиссии Хиллари — органа, ответственного за финансирование спорта. В 1997—2001 годах — покровитель Особой воздушной службы Новой Зеландии в звании полковника. В 1998 году был посвящён в рыцари с формулировкой «за заслуги перед спортом и бизнес-управлением». В ноябре 2004 года поступили сообщения о том, что в 2006 году Уайнрей может с высокой долей вероятности заменить даму Сильвию Картрайт на посту Генерал-губернатора Новой Зеландии. Боб Хоуитт говорил, что если бы Уайнрей захотел, то смог бы стать . 21 октября 2007 года Уайнрей был включён в Зал славы World Rugby, став первым новозеландцем, который был туда включён. Скончался в Окленде в 2012 году, в возрасте 77 лет. Похоронен на кладбище Пурева в оклендском пригороде Мидоубэнк.

## Статистика в «Олл Блэкс»
- Тест-матчи: 32 (30 как капитан)
- Прочие игры: 45 (37 как капитан)
- Всего игр: 77 (67 как капитан)
- Очки в тест-матчах: 6 (2 попытки)
- Очки в прочих играх: 18 (5 попыток, дроп-гол)
- Всего очков: 24 (7 попыток, 1 дроп-гол)[5]